# 王猷 (乾隆進士)
王猷（？—？），奉天義州（今遼寧省義縣）人，清朝政治人物、進士出身。
乾隆十七年，登進士，改庶吉士。乾隆三十年，任四川鄉試副考官，任吏科給事中。